# Biến loạn Fujiwara no Nakamaro
Biến loạn Fujiwara no Nakamaro  (藤原仲麻呂の乱 (藤原仲麻呂之亂) (Đằng Nguyên Trọng Ma Lữ chi loạn)/ ふじわらのなかまろのらん fujiwara no nakamaro no ran), còn được gọi là Biến loạn Emi, là một cuộc đối đầu quân sự vào thời kỳ Nara trong một khoảng thời gian ngắn ngủi và cuối cùng phải chuốc lấy thất bại do cuộc đấu tranh quyền lực giữa cựu Thiên hoàng Kōken với nhân vật chính trị nổi tiếng lúc bấy giờ là Fujiwara no Nakamaro xuất thân từ gia tộc Fujiwara quyền thế.
Thông qua sự hỗ trợ của Thiên hoàng Shōmu và Hoàng hậu Kōmyō, người từng là thành viên gia tộc Fujiwara, Nakamaro nhanh chóng leo lên nấc thang sự nghiệp chính trị trong suốt những năm 740 và 750 để đạt được địa vị cao nhất hòng kiểm soát triều đình. Trong những năm đầu triều đại của Thiên hoàng Junnin mà ông ủng hộ, trên thực tế, Nakamaro mới là người cai trị đất nước. Sau khi Hoàng hậu Kōmyō qua đời vào năm 760, cựu Thiên hoàng Kōken đã bắt đầu giành chính phủ và thực quyền về tay bà, dẫn đến một cuộc xung đột giữa Nakamaro / Junnin tách thành một phe với Thiên hoàng Kōken và quan cận thần của bà là nhà sư Dōkyō.
Để khôi phục quyền lực, vào ngày thứ 11 của tháng thứ 9, năm Tenpyō-hōji thứ 8 (tức ngày 14 tháng 10 năm 764), Nakamaro đã chiếm giữ các nhánh của chính quyền thuộc Hoàng thất và rời khỏi kinh đô Nara tới các tỉnh miền Đông. Những người theo phe Thiên hoàng Kōken đã phản ứng bằng cách huy động một đội quân và chặn mọi con đường chính của phe Nakamaro. Hai đội quân cuối cùng đã tham gia vào trận chiến một tuần sau đó vào ngày 18 tháng 9 (hay ngày 21 tháng 10 năm 764) tại Miozaki ở phía tây hồ Biwa, sau đó Nakamaro đã bị giết, chấm dứt cuộc nổi loạn.

## Bối cảnh

### Vươn tới quyền lực
Fujiwara no Nakamaro vốn là một quý tộc thuộc Công gia (kuge) và là con trai thứ hai của Fujiwara no Muchimaro, người sáng lập nên chi nhánh nanke (phía nam) của gia tộc Fujiwara. Ông sống trong thời kỳ Nara, khi đó gia tộc Fujiwara đang cạnh tranh với gia tộc Tachibana nhằm giành lấy ảnh hưởng tại triều đình. Dưới thời trị vì của Thiên hoàng Shōmu (từ năm 724 đến năm 749), gia tộc Tachibana đã giành được lợi thế cũng như vị trí Tả Đại thần được nắm giữ bởi Tachibana no Moroe. Fujiwara no Nakamaro đã lần đầu tiếp xúc với quân đội Hoàng thất để hộ tống Thiên hoàng Shōmu di giá đến các tỉnh phía đông khi biến loạn Fujiwara no Hirotsugu đang diễn ra.
Vào năm 743, ông được bổ nhiệm làm cố vấn Triều đình. Không lâu sau đó, khi thủ đô được chuyển từ Kuni, gần căn cứ chính trị của gia tộc Tachibana đến Cung điện Shigaraki, gần nơi ở của Nakamaro, và được hậu thuẫn bởi người dì của ông là Hoàng hậu Kōmyō để trở thành Thái chính quan. Với tư cách là người bảo trợ lễ nghi cho Hoàng hậu (shibi chudai), ông chịu trách nhiệm về các vấn đề chính của Hoàng hậu Kōmyō và ảnh hưởng chính trị của ông tăng lên đáng kể khi luật pháp do ông ban hành có trọng lượng tương đương với sắc lệnh của Thiên hoàng. Cùng lúc đó, ảnh hưởng của Tachibana no Moroe, người được hậu thuẫn bởi Thiên hoàng Genshō thì đã suy tàn. Nhờ đó, Nakamaro đã tăng nhanh chóng địa vị của mình trong hội đồng luật lệnh từ Tòng Tứ phẩm (744) đến Chính Tứ phẩm (746), Tòng Tam phẩm (748), Chính Tam phẩm (749) và Tòng Nhị phẩm vào năm 750.
Thiên hoàng Shōmu thoái vị vào năm 749 và truyền ngôi cho con gái của mình là Công chúa Takano-hime, về sau trở thành Thiên hoàng Kōken. Mặc dù là một người phụ nữ độc lập và có ý chí mạnh mẽ, tự đánh đồng mình với Nữ hoàng Võ Tắc Thiên nổi tiếng độc đoán của Trung Quốc, song trong những năm đầu tiên của triều đại cho đến năm 758, bà vẫn chịu sự chi phối quyền lực của Thượng hoàng Shōmu và Hoàng Thái hậu Kōmyō. Bà ủng hộ gia tộc Fujiwara và đặc biệt là Nakamaro bằng cách mang lại cho ông ta rất nhiều bổng lộc, quyền lực và thăng cấp cho ông ta. Khi Moroe công khai chỉ trích Thiên hoàng Kōken tại yến tiệc vào năm 755, Nakamaro và những người theo phe ông đã buộc ông ta phải từ bỏ chức vị của mình. Sự tái xuất nhanh chóng của Nakamaro nhờ vào sự thiên vị của Thiên hoàng khiến cho ông bị đố kị, từ ngay cả trong số các thành viên gia tộc Fujiwara và đặc biệt là anh trai ông là Toyonari.
Sau khi Moroe qua đời vào năm 757, con trai của ông, Tachibana no Naramaro đã có âm mưu thanh trừng Fujiwara no Nakamaro và phế truất Thiên hoàng Kōken (xem Âm mưu của Tachibana no Naramaro). Nhưng Nakamaro đã biết được âm mưu của Naramaro và sau đó, những kẻ trong cuộc đều bị xử tử và anh trai là Toyonari bị lưu đày ở Dazaifu. Cùng năm đó, Nakamaro được bổ nhiệm làm Hữu Đại thần, trở thành quan cận kề thiết thân của Hoàng Thái hậu (shibi naishō), giám sát công tác quân sự của đất nước. Các vị trí khác mà ông nắm giữ trong thời gian này bao gồm "Thứ trưởng" (jasakijin) và "Chỉ huy cao cấp của các binh sĩ trung lưu".
Năm 758, Thiên hoàng Kōken thoái vị và sắp xếp cho Thiên hoàng Junnin- thực chất chỉ là một con rối của Nakamaro- kết hôn với con gái của ông. Chức vị Hữu Đại thần, do Nakamaro nắm giữ vào thời điểm đó, đã được đổi thành taihō (Đại pháp),và tên của ông đổi thành Emi no Oshikatsu. Nakamaro, lúc này đã ở đỉnh cao quyền lực, đã đi về phía bắc để khuất phục người Ezo và thực hiện kế hoạch xâm chiếm vương quốc Tân La. Vào ngày 11 tháng 1 năm 760, Nakamaro được thăng cấp từ taihō lên taishi và được phong làm Tòng Nhất phẩm; và vào năm 762, ông trở thành quan Chính Nhất phẩm.

### Đối đầu với Thiên hoàng Kōken
Quyền lực của Nakamaro bắt đầu suy giảm sau khi người dì Kōmyō của ông qua đời vào năm 760 và Thiên hoàng Kōken bắt đầu giành quyền kiểm soát nền chính trị. Bà cho phép Thiên hoàng Junnin tiếp tục trị vì -vốn là người được Nakamaro hỗ trợ- song ông chỉ thực hiện các nghi lễ vừa và nhỏ, trong khi đó bà sẽ xử lý tất cả các vấn đề quan trọng bao gồm việc sắc phong và trừng phạt quan lại. Điều này được thể hiện trong một sắc lệnh do Thiên hoàng Kōken ban hành vào tháng thứ 6 năm 762: "kể từ bây giờ, Thiên hoàng sẽ tiến hành các công việc không quan trọng của nhà nước, nhưng các vấn đề quan trọng của Quốc gia, bao gồm cả việc tấn phong và thảo phạt thì sẽ do ta định đoạt ". Nạn đói, dịch bệnh, chi phí cho kế hoạch xâm chiếm Tân La và trong việc xây một cung điện mới tại Hora đã tạo thêm gánh nặng cho chính quyền. Ngoài ra, Thiên hoàng Kōken đã phát triển mối quan hệ mật thiết  với Nhà sư Phật giáo, Dōkyō, người đã chữa lành cho bà khỏi bệnh tật vào tháng thứ 4 năm 762. Vào năm sau, việc bổ nhiệm nhà sư Dōkyō lên cấp Tam phẩm trong hệ thống Shōsozu, thay thế cho Jikun, một linh mục thân thiết với Nakamaro.
Lo lắng về việc Dōkyō sẽ chiếm lấy quyền lực và sau khi biết chuyện những người đồng hương của mình đã theo phe Thiên hoàng Kōken, Nakamaro đã chuẩn bị cho cuộc nổi dậy của mình. Nói một cách tổng quát hơn, cuộc xung đột này được bắt nguồn từ sự bất đồng quan điểm giữa hai phe phái chính trị về vai trò hiện tại của Thiên hoàng, với phe Thiên hoàng Kōken ủng hộ chính quyền trực tiếp như ở bên Trung Quốc. Vào thời điểm đó phe Nakamaro và những người theo ông ủng hộ việc thực hiện điều này, như ở Thời kỳ Tenmu, khi mà Thiên hoàng đã trở thành hiện thân của kami, và là lãnh đạo tinh thần của đất nước trong khi quyền lực chính trị thực sự nằm trong tay một gia tộc nhiếp chính.

## Biến loạn

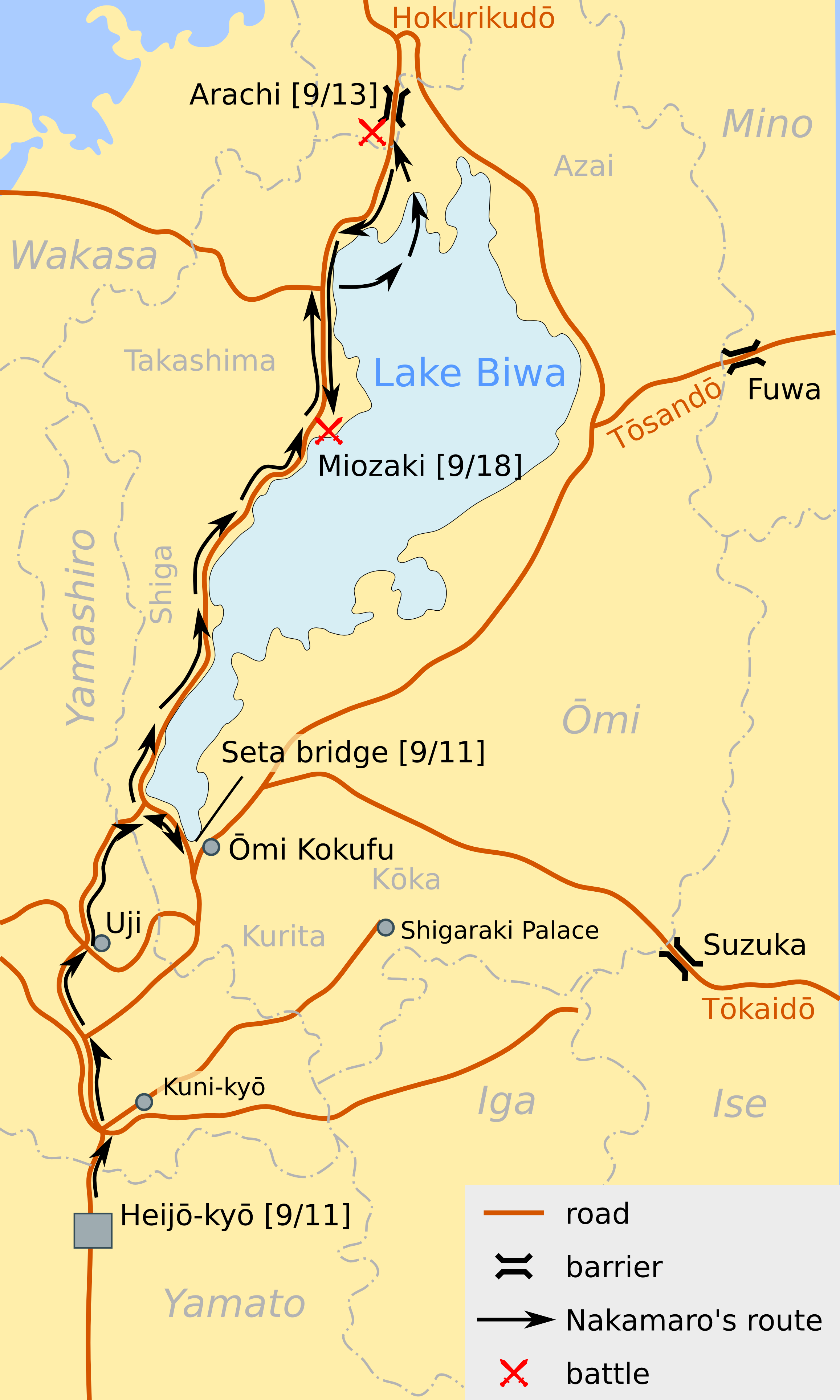
Bản đồ hiển thị các địa điểm diễn ra trong cuộc biến loạn Fujiwara no Nakamaro

Để khôi phục quyền lực và uy tín, Nakamaro đã lên kế hoạch cho một cuộc đảo chính. Là người đứng đầu quân binh, ông đã nắm quyền kiểm soát của quân đội ở kinh đô và các tỉnh lân cận, đưa con trai ông lên vị trí quan trọng trong quân đội Hoàng thất, và phong cho con trai làm thống đốc của Echizen và Mino như là chiến lược để bắt đầu tiến vào miền Đông Honshu. Hai người con trai khác của ông (là Kuzumaro và Asakari) được ông đưa vào Hội đồng Nhà nước. Trong khi đó, Thiên hoàng Kōken bổ nhiệm Fujiwara no Masaki (người luôn chỉ trích Nakamaro) vào "Tham tán trung gian" và đã triệu Kibi no Makibi 69 tuổi hồi cung sau thời gian bị lưu đày. Makibi về sau đã đóng một vai trò quan trọng trong cuộc nổi loạn Hirotsugu và là một chuyên gia về chiến lược của Trung Quốc. Ông được giao nhiệm vụ chuẩn bị lực lượng và tăng cường các công trình phòng thủ tại sông Seta, nơi quân đội Triều đình sẽ tấn công để đánh đuổi quân Nakamaro ra khỏi các tỉnh miền Đông. Vào ngày 2 tháng 9 (ngày 01 tháng 10) năm 764, Nakamaro yêu cầu Thiên hoàng Kōken phong cho ông làm "Giám sát Tứ tỉnh quân của Kinai, và ba tỉnh (Echizen, Mino, Ise), Ōmi, Tanba và Harima ".
Để xem liệu mọi thứ có được sắp xếp thuận lợi cho một cuộc nổi loạn hay không, Nakamaro đã tham khảo ý kiến của Thầy âm dương Ōtsu Ōura, người có liên quan đến Thân vương Wake, cháu trai của Thiên hoàng Junnin. Tuy nhiên, nhà thiên văn học đã tiết lộ mọi chuyện ra ngoài và kết quả là ông ta được phong hạng Tứ phẩm. Khi Thiên hoàng Kōken cố gắng lấy con dấu Hoàng thất của Thiên hoàng Junnin vào ngày 11 tháng 9 (ngày 10 tháng 10 năm 764), các sự kiện đã bắt đầu trở nên leo thang. Một cuộc đấu tranh đã xảy ra sau đó khi Nakamaro gửi một trong những người con trai của mình đến để lấy lại chúng, Thiên hoàng Kōken đã đáp trả bằng cách gửi hai tên lính những vết thương và cuối cùng đã thành công. Cuối cùng, Nakamaro đành phải ra lệnh thuyền trưởng của lực lượng Vệ binh đến để lấy lại con dấu và đi khỏi kinh thành. Ông lấy tên anh trai mình là Funado,  sau đó,Shioyaki trở thành Thiên hoàng mới. Cùng với Shioyaki và mang theo con dấu của Triều đình, ông cũng rời thủ đô đến Ōmi.
Cựu Thiên hoàng đã ra lệnh phế phẩm vị, chức vụ Nakamaro và tước bỏ tên họ của ông vào ngày 11 tháng 9. Để ngăn cuộc tấn công của ông ta về phía đông, bà đã cho thành lập sankan (Tam Căn) tại Suzuka, Fuwa (gần Sekigahara-juku) và Arachi. Chúng đánh dấu biên giới với các tỉnh miền Đông. Đội quân của bà đã chiếm trụ sở tỉnh (kokufu) tại Ōmi và đã đốt cháy cây cầu Seta, khiến Nakamaro phải tìm một lối thoát khác. Fujiwara no Kurajimaro được cử làm Tướng một đội quân chống lại Nakamaro.
Quân đội phiến quân quay về hướng bắc về phía tỉnh Echizen, nơi ông đang trông cậy vào sự hỗ trợ từ con trai ông là thống đốc tỉnh. Nhưng một lần nữa, lực lượng của Cựu Hoàng Kōken đã nhanh hơn và với sự giúp đỡ của giới quý tộc địa phương, họ đã giết chết thống đốc và vượt qua Arachi. Thấy không có cách nào để trốn thoát về phía bắc hoặc phía nam, phe phái Nakamaro đã cố gắng vượt qua hồ Biwa trên một chiếc thuyền nhưng phải quay trở lại do gió lớn. Cuối cùng, một trận đấu bắn cung vào ngày 18 tháng 9 (17 tháng 10 năm 764) từ 1 giờ sáng đến 3 giờ chiều tại Miozaki ở tỉnh Ōmi. Khi phe của Nakamaro dường như chiếm thế thượng phong, quân tiếp viện từ kinh đô đã đến buộc phiến quân phải rút lui. Trong khi cố gắng trốn thoát bằng thuyền, Nakamaro và gia đình ông ta đã bị bắt và xử tử. Đầu chặt được của phiến quân được coi là chiến lợi phẩm của quân đội Triều đình. Theo Nihon Kōki, tổng cộng 375 người tham gia cuộc biến loạn đã bị kết án tử hình, nhưng sau đó đã bị bắt đi lưu đày.
Các yếu tố được trích dẫn cho sự thất bại của Cuộc biến loạn của Nakamaro bao gồm sự đố kị và thiếu sự hỗ trợ từ chính gia tộc Fujiwara của ông. Ngoài ra, mặc dù giữ vị trí Giám sát Quân sự, nhưng không giống như Thiên hoàng Kōken, Nakamaro không thể nhận được sự hỗ trợ từ các quý tộc địa phương, người có một phần lớn lực lượng quân sự, đặc biệt là các chiến binh trên lưng ngựa dưới quyền chỉ huy của họ.

## Hậu quả
Với việc đối thủ đã bại trận, Thiên hoàng Kōken đã lấy lại quyền lực của mình. Trong một cuộc rước kiệu, vào năm 765, Thiên hoàng Kōken và các quan cận thần đã bắt đầu một chuyến vi hành đến các tỉnh Kawachi, Izumi và Kii. Junnin, người đã trở thành Thiên hoàng nhờ sự hỗ trợ của Nakamaro, không có thiện cảm Kōken. Một thời gian sau cuộc nổi loạn, bà đã ban hành một sắc lệnh quan trọng trong đó Thiên hoàng Junnin bị buộc tội đã thông đồng với phiến quân. Bà đã phế truất Junnin và giáng làm hoàng tử. Cùng với mẹ, ông ta bị đày đến đảo Awaji, nơi có điều kiện sống vô cùng tồi tệ và trong một nỗ lực trốn thoát, cựu hoàng đã bị bắt và bị giết. Thiên hoàng Kōken lại trở về ngôi vị với tư cách là Thiên hoàng Shōtoku.
Sau khi trở thành Thiên hoàng Shōtoku, bà đã được hầu cận bởi những vị quan trung thành. Fujiwara no Toyonari, người đã phản đối và bị em trai Nakamaro ép lưu đày, đã được đưa về từ Dazaifu trong cuộc nổi dậy vào ngày 14 tháng 9 (13 tháng 10 năm 764) và được phục chức vị Hữu Đại thần. Bà cũng thăng tiến nhà sư Dōkyō từ Tòng Ngũ phẩm lên hàng Tòng Tam phẩm, và vào năm 765, bà phong ông trở thành Thái Chính Đại Thần (daijōdaijin zenshi). Quyền lực của ông được gia tăng đáng kể vào ngày 20 tháng 10 năm 766, trở thành Pháp vương (Hō-ō) và vào ngày 20 của Tháng thứ 3, 767, ông ta đã có Thư phòng Pháp vương (Hō-ō Kyūshiki). Ông đã cạnh tranh với vị Hoàng tử bán huyền thoại là Shōtoku và ông cũng tiếp nhận các phẩm vị của mình dưới trướng Thiên hoàng, tuy nhiên Dōkyō chỉ giữ các trách nhiệm về mặt tinh thần (không phải là chính trị). Sự gia tăng quyền lực của Dōkyō đã cho xuất hiện một sự truyền bá tích cực của Phật giáo vào Nhật Bản. Sau cuộc biến loạn, Thiên hoàng Shotoku đã ra lệnh sao chép Kinh Phật của Tam Tạng, và để làm yên lòng các linh hồn của những người đã bỏ mạng trong cuộc biến loạn của Nakamaro, bà đã cho lập Hyakumantō Darani - một Ủy ban quy mô lớn khắc những ngôi chùa bằng gỗ nhỏ và các bản in khắc gỗ để ban cho các đền chùa tỉnh.
Mặc dù vậy, gia tộc Fujiwara vẫn có đủ quyền thế để ngăn chặn kế hoạch đưa Dōkyō lên làm Thiên hoàng vào năm 769, tạo ra Biến cố Dōkyō. Sau khi Thiên hoàng Shōtoku qua đời năm 770 mà không để lại bất kỳ hậu duệ nào, họ đã tìm cách phá vỡ dòng dõi con cháu của Thiên hoàng Temmu, mà họ nghĩ sẽ luôn ủng hộ Thiên hoàng sẽ trực tiếp cai trị dưới sự kiểm soát của một gia tộc không thuộc Hoàng thất như gia tộc Fujiwara. Dōkyō bị lưu đày và một số nhà lãnh đạo gia tộc Fujiwara được bổ nhiệm vào các chức vị cao. Theo Zachert, sự bất ổn chính trị và mối đe dọa đối với sự kế thừa ngai vàng do Dōkyō gây ra trong thời cai trị của Thiên hoàng Kōken / Shōtoku đóng vai trò ngăn chặn dòng dõi và Nhật Bản sẽ không có một vị nữ Thiên hoàng khác trong vòng gần 1000 năm.